# I Play: 3D Soccer
I Play 3D Soccer is een videospel voor diverse platforms. Het spel werd uitgebracht in 1991. 

## Platforms
| Platform     | Jaar |
| ------------ | ---- |
| Amiga        | 1991 |
| Atari ST     | 1991 |
| Commodore 64 | 1991 |

## Ontvangst
| Beoordeeld door | Jaar | Platform | Score |
| --------------- | ---- | -------- | ----- |
| Atari ST User   | 1991 | Atari ST | 77%   |
| Amiga Action    | 1991 | Amiga    | 73%   |